# Котону
Котону́ (фр. Cotonou, фон Kútɔ̀nú) — фінансова столиця та найбільше місто Беніну. За офіційними даними, на 2006 рік населення налічувало 761 137 мешканців, однак, деякі попередні підрахунки показують, що чисельність містян може досягати 1,2 мільйона. Населення в 1960 становило лише 70 000. Міська територія продовжує розширюватися, особливо в бік заходу. Місто розташоване на південному сході країни, між Атлантичним океаном та озером Нукуе.

## Опис
Крім того, що Котону — найбільше місто Беніну, у ньому розміщується уряд і дипломатичні служби. Таким чином, Котону, фактично, є столицею, попри те, що офіційна державна столиця — Порто-Ново. Котону найбільш відомий як головний порт (завдяки Автономному Порту Котону), також існує аеропорт та залізниця, що веде в Параку.

### Визначні пам'ятки
Основними визначними пам'ятками міста Котону є: стадіон Котону, собор Котону, центральна мечеть і ринок Дантокпа (займає площу в 20 гектарів), який включає ринок фетиша і має комерційний оборот у понад мільярд франків КФА на день.
Національний університет Беніну розташований у Котону. Інша відома особливість міста — мотоцикли-таксі, звані Zémidjans.

## Історія
Назва Котону означає гирло річки смерті мовою фон. На початку 19 століття, Котону був невеликим рибальським поселенням, яке було частиною королівства Дагомея. 1851 року Франція уклала угоду з королем Дагомеї Гезо. Це дозволило налагодити торгівлю в Котону. Протягом правління Ґлеле (1858—1889), який правив після Ґезо, територія відійшла до Франції за договором, укладеним 19 травня 1868 року. 1883 року французький флот окупував місто, щоб запобігти його завоюванню британцями. Після смерті Ґлеле 1889 року, його син Беханзін намагався оскаржити договір, але невдало.

## Демографія
- 1979: 320 348 (перепис)
- 1992: 536 827 (перепис)
- 2002: 665 100 (оцінка)
- 2005: 690 584 (оцінка)

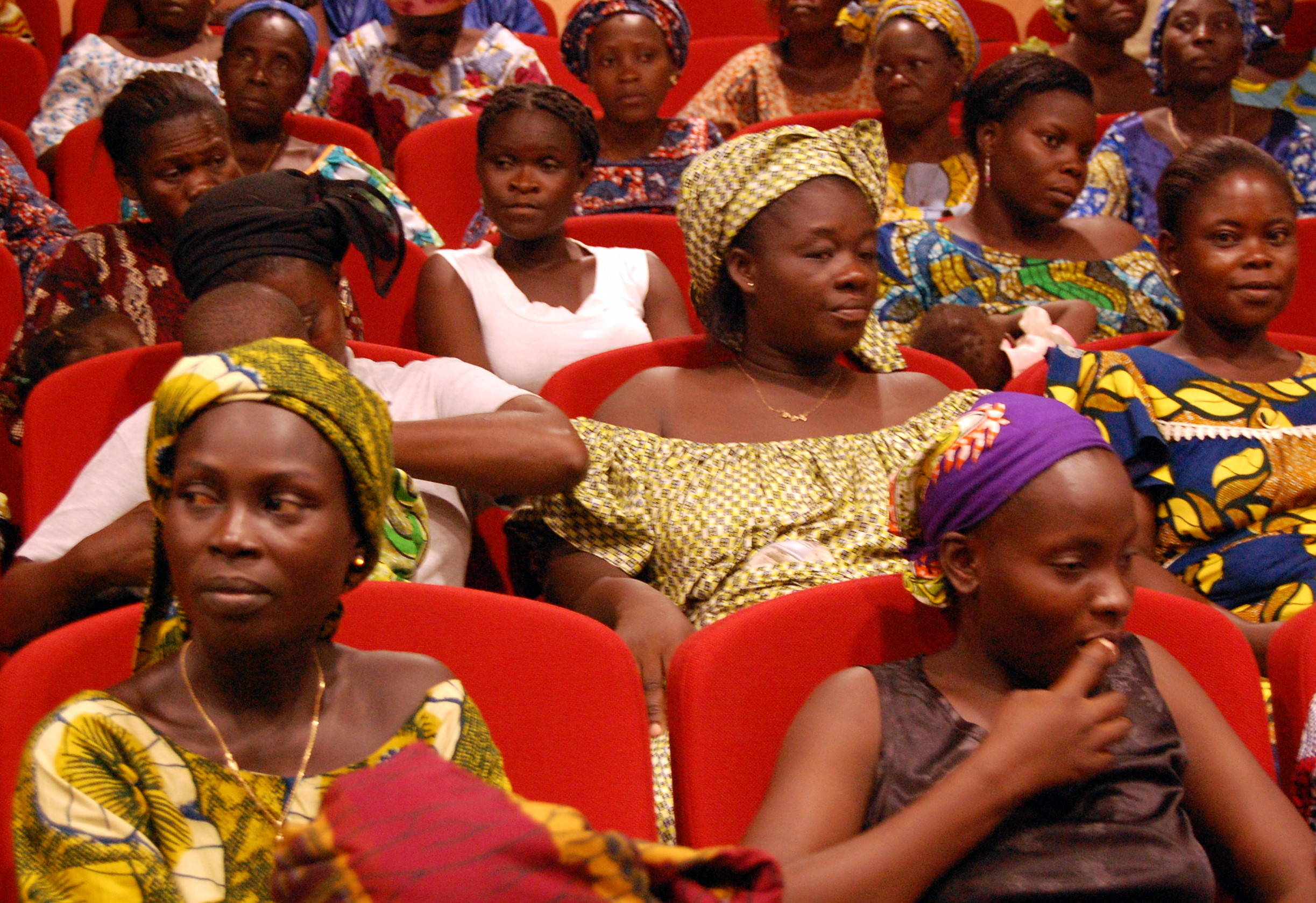
Жінки з Котону

Основні мови спілкування в Котону — фон, Айа, йоруба та французька.

## Галерея

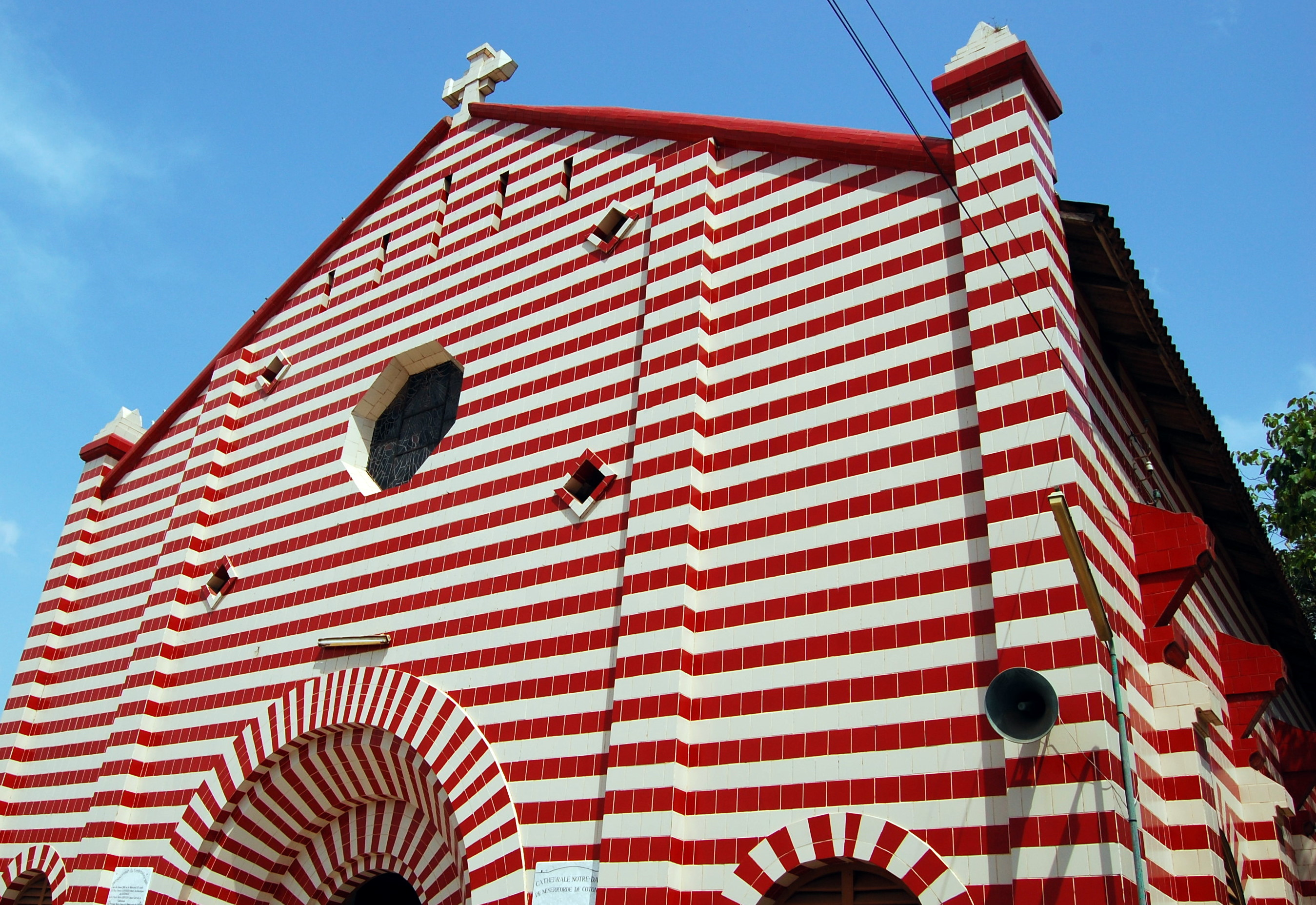
Собор у Котону
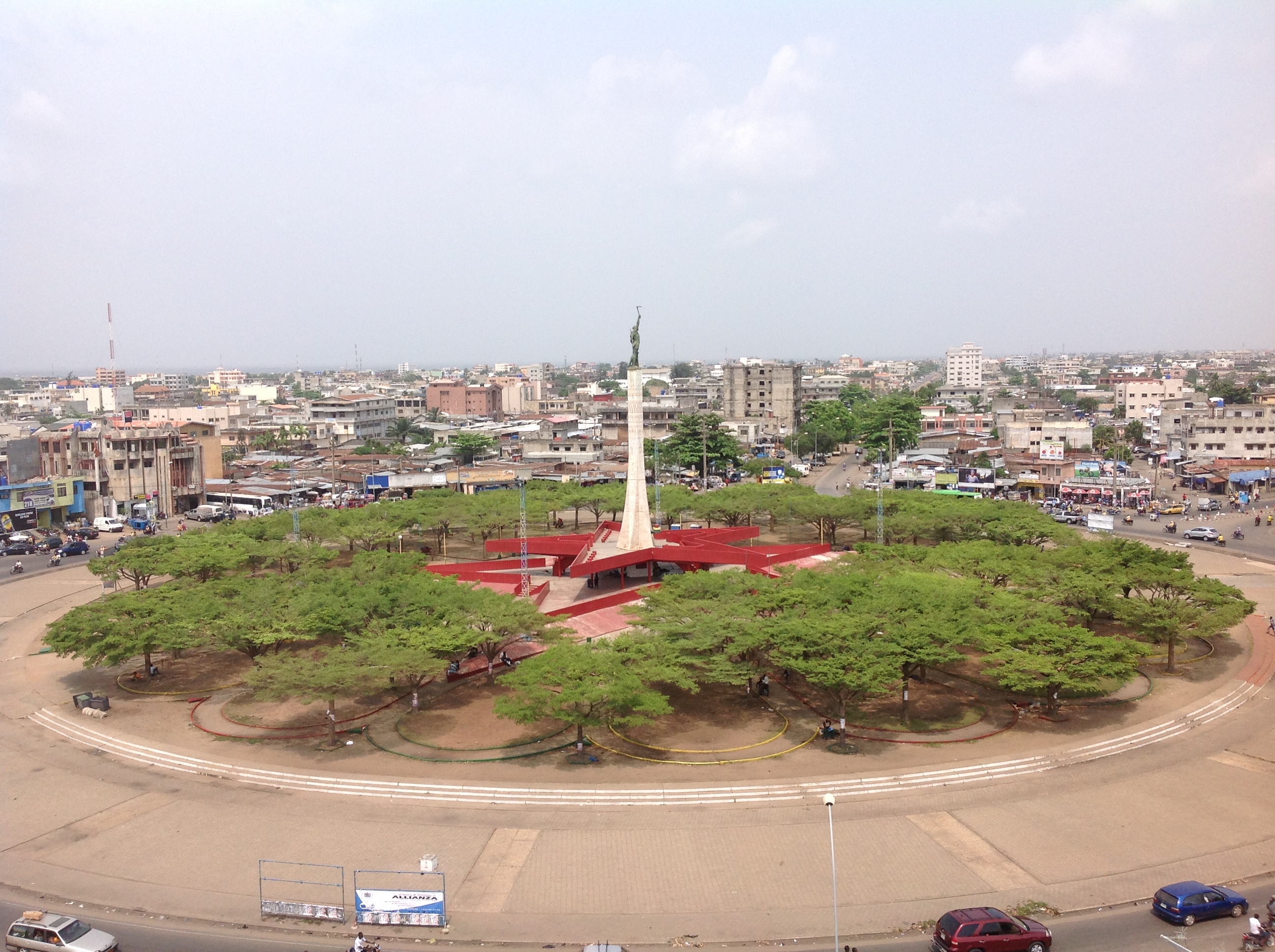
Площа Червоної Зірки
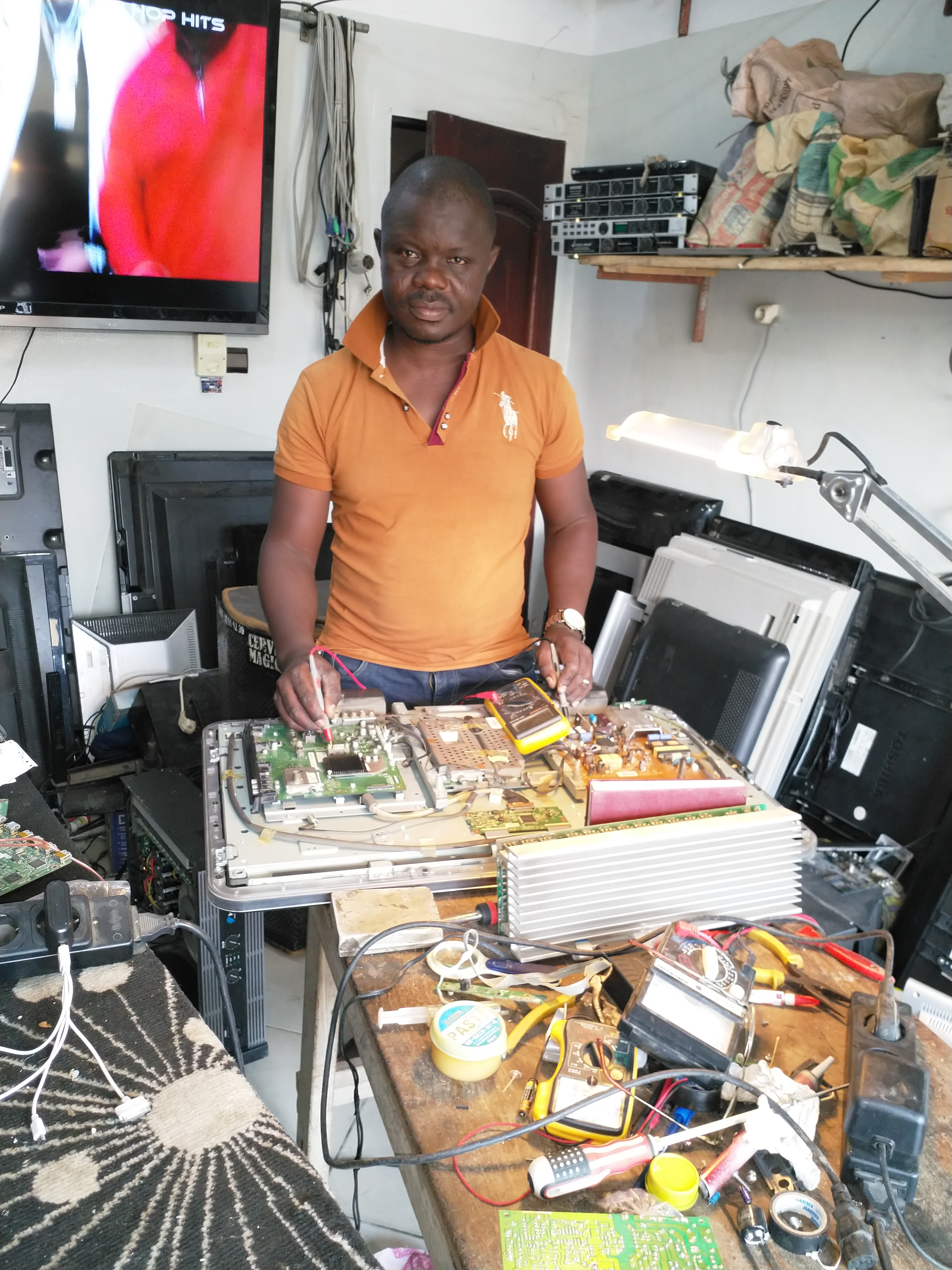
продавець електроніки на базарі
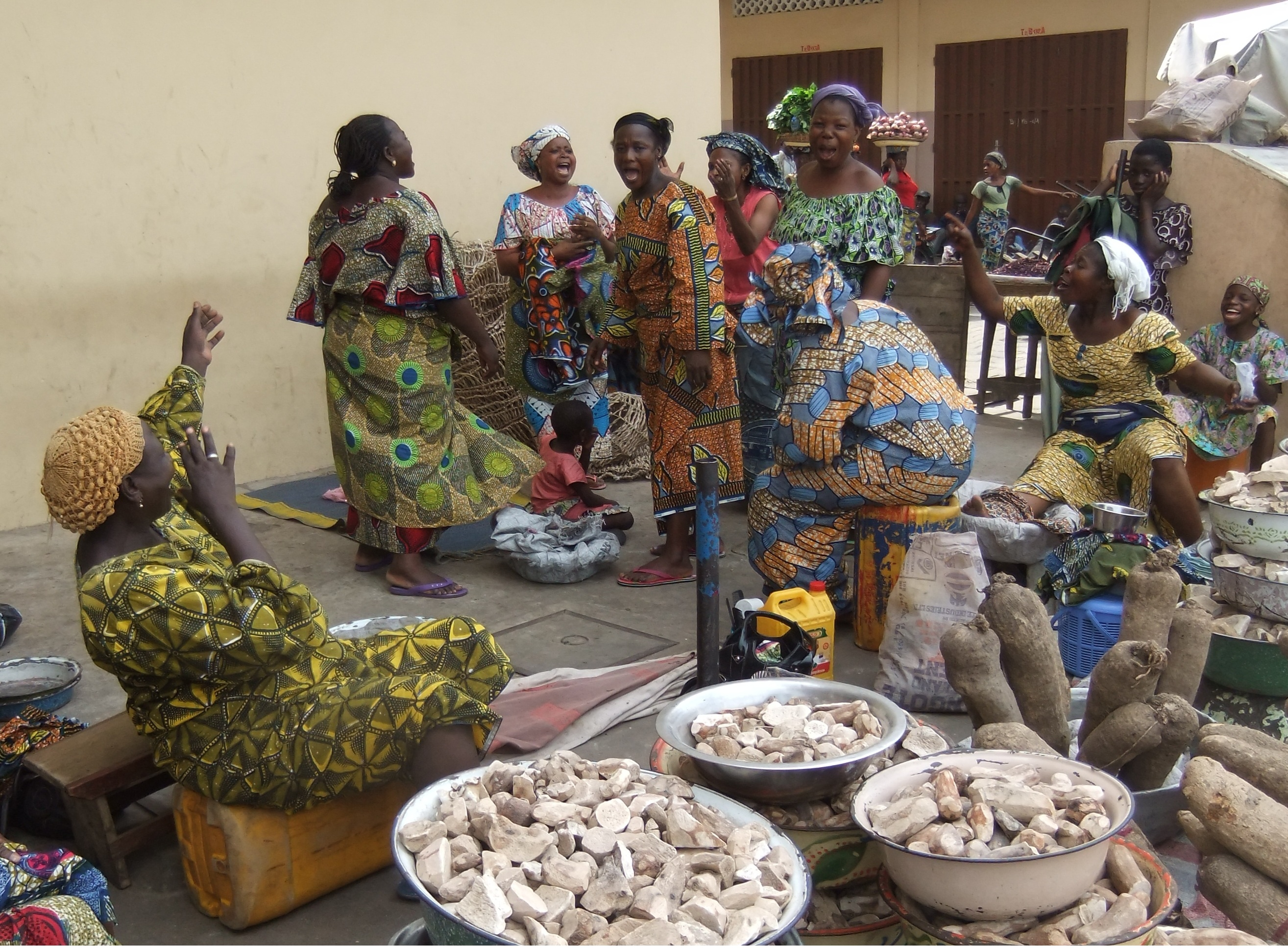
Базар
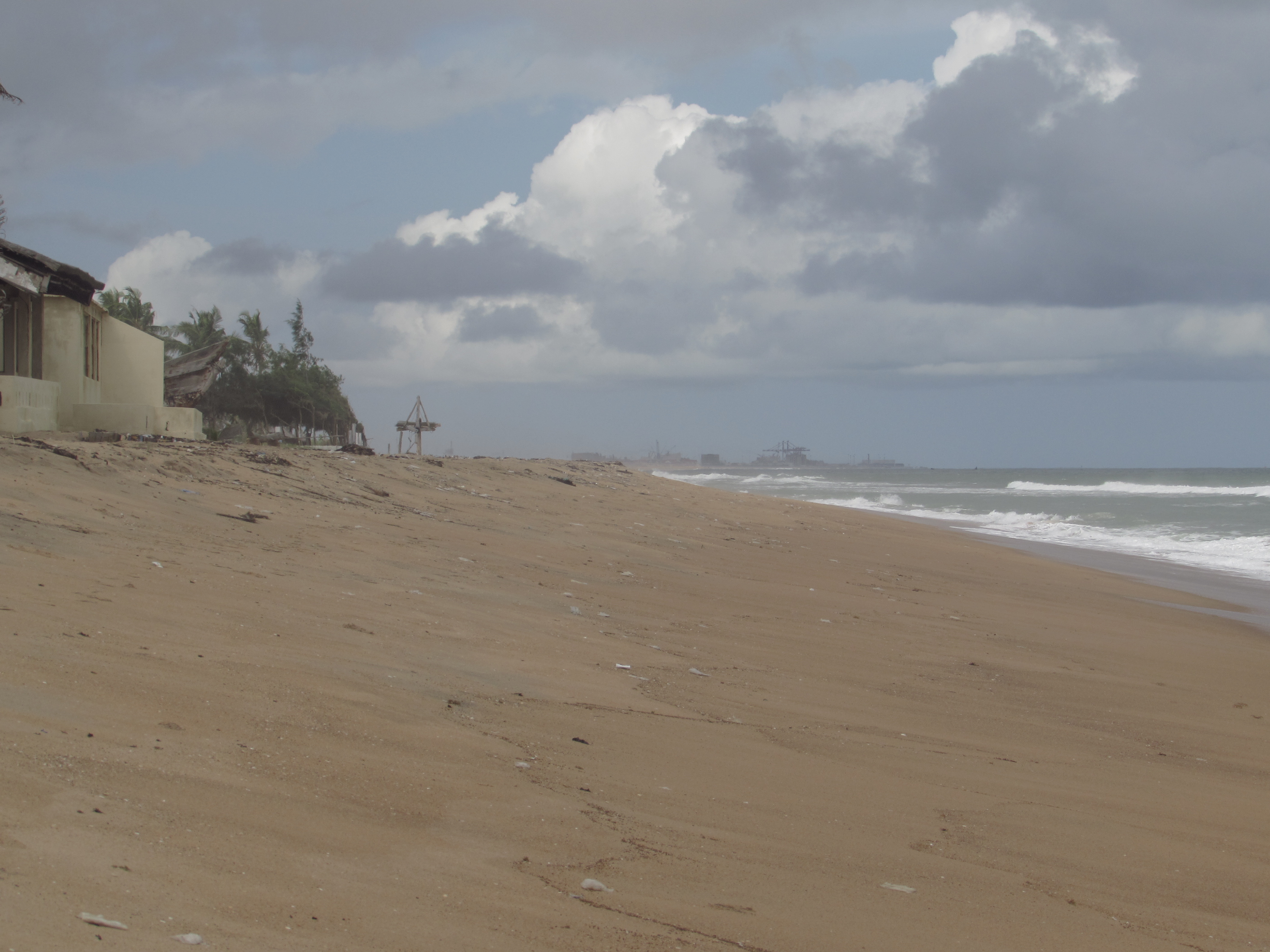
Пляж
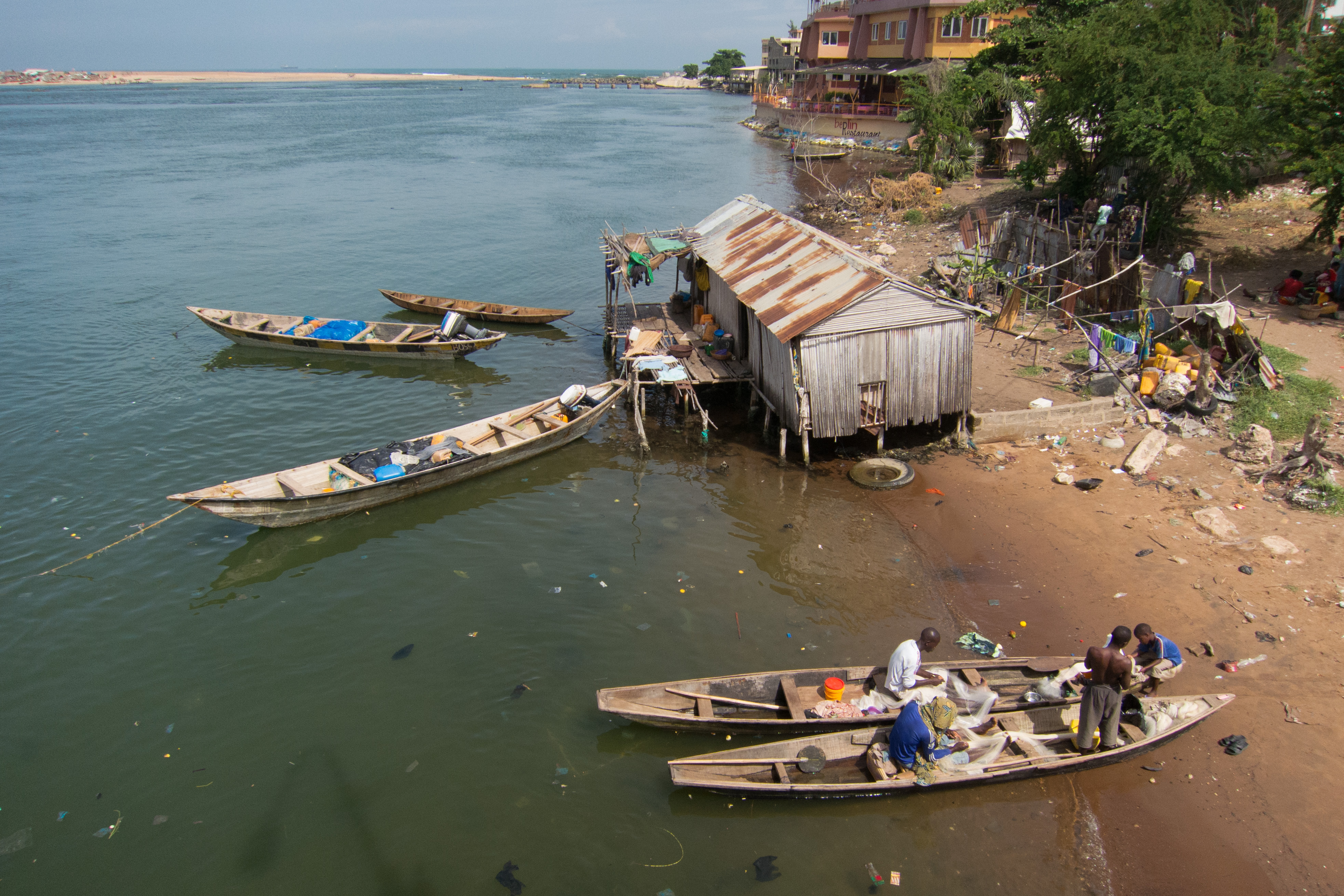
Місцеві рибалки
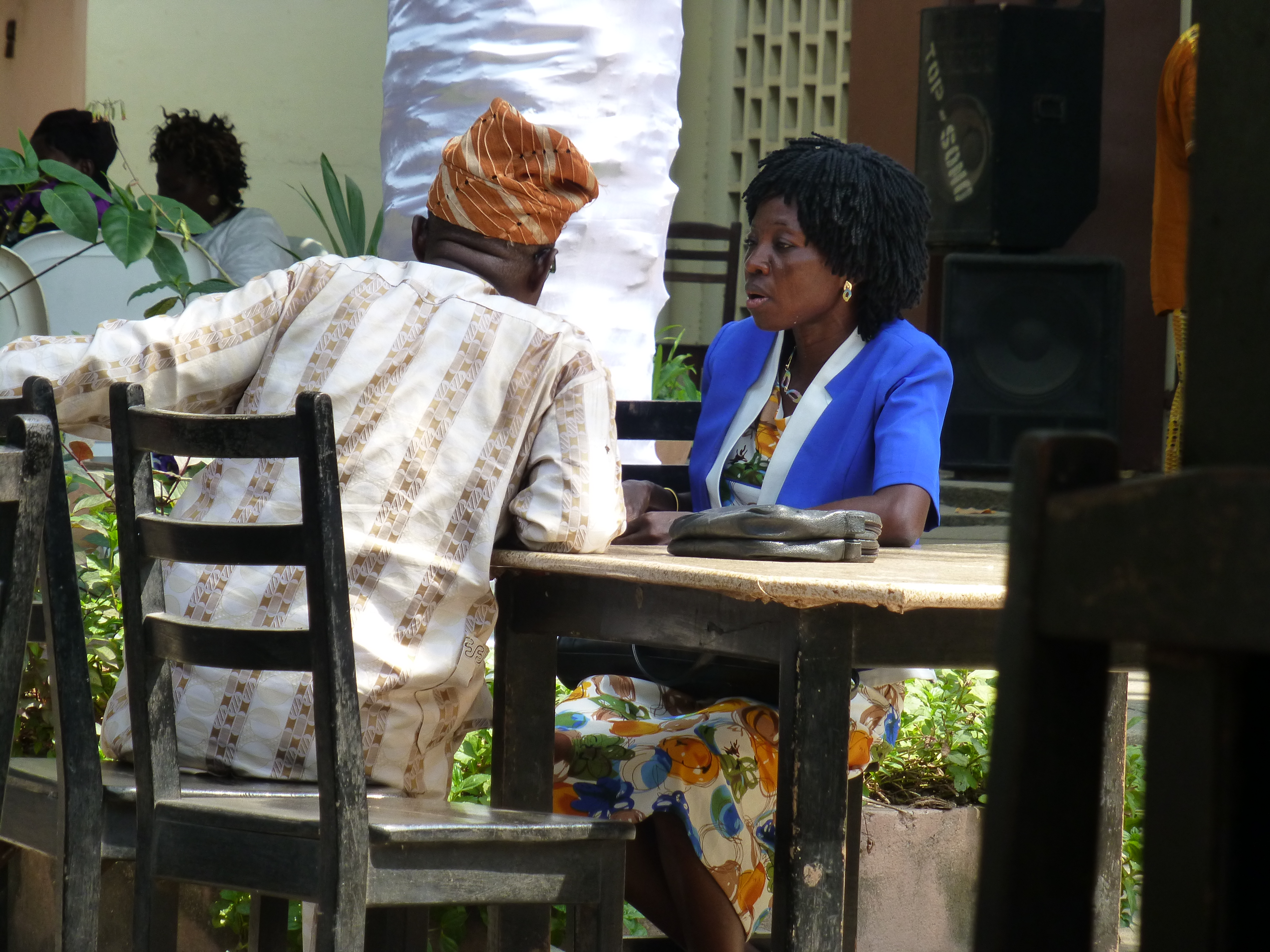
Кафе
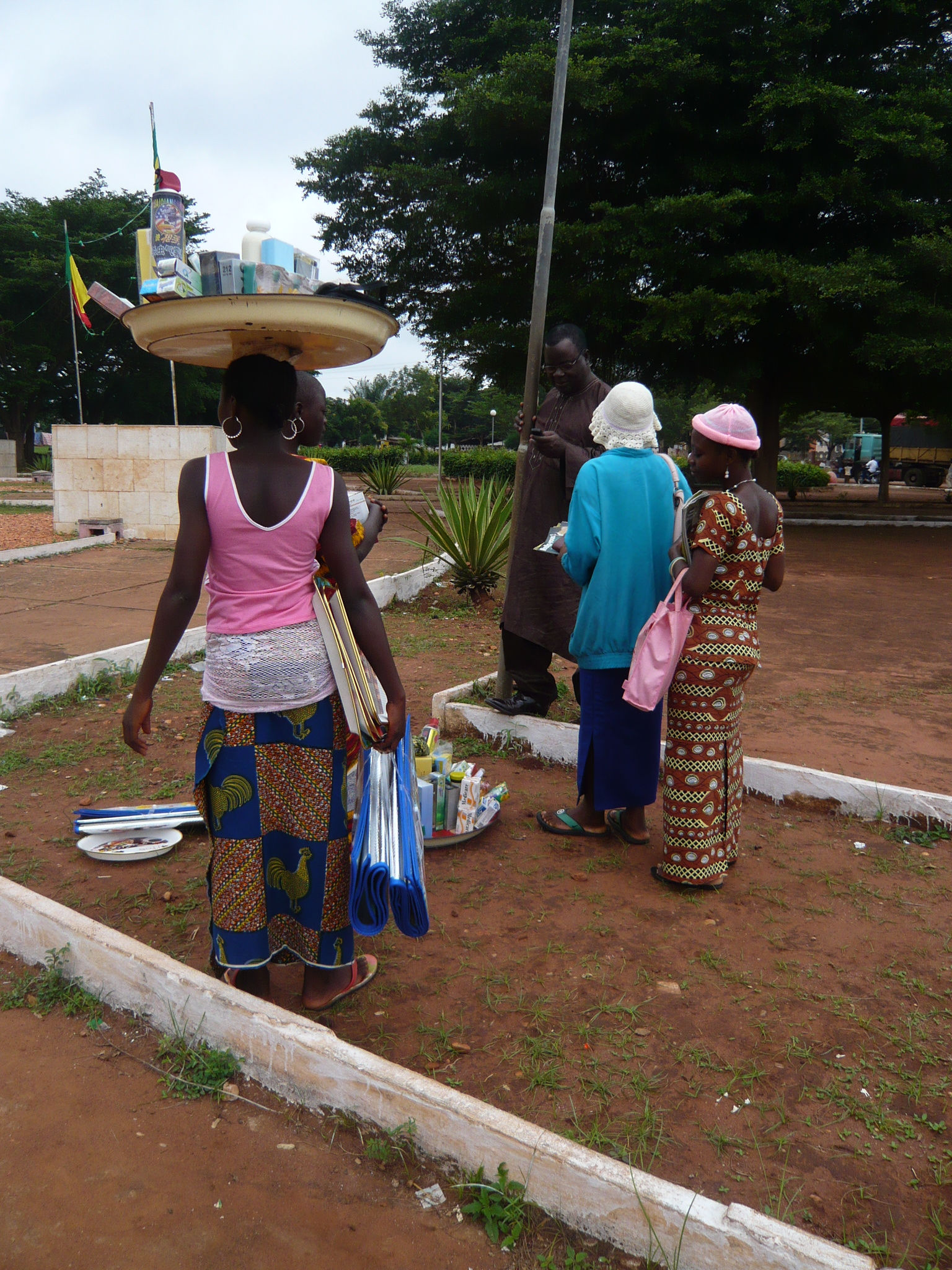
Торгівля на вулиці
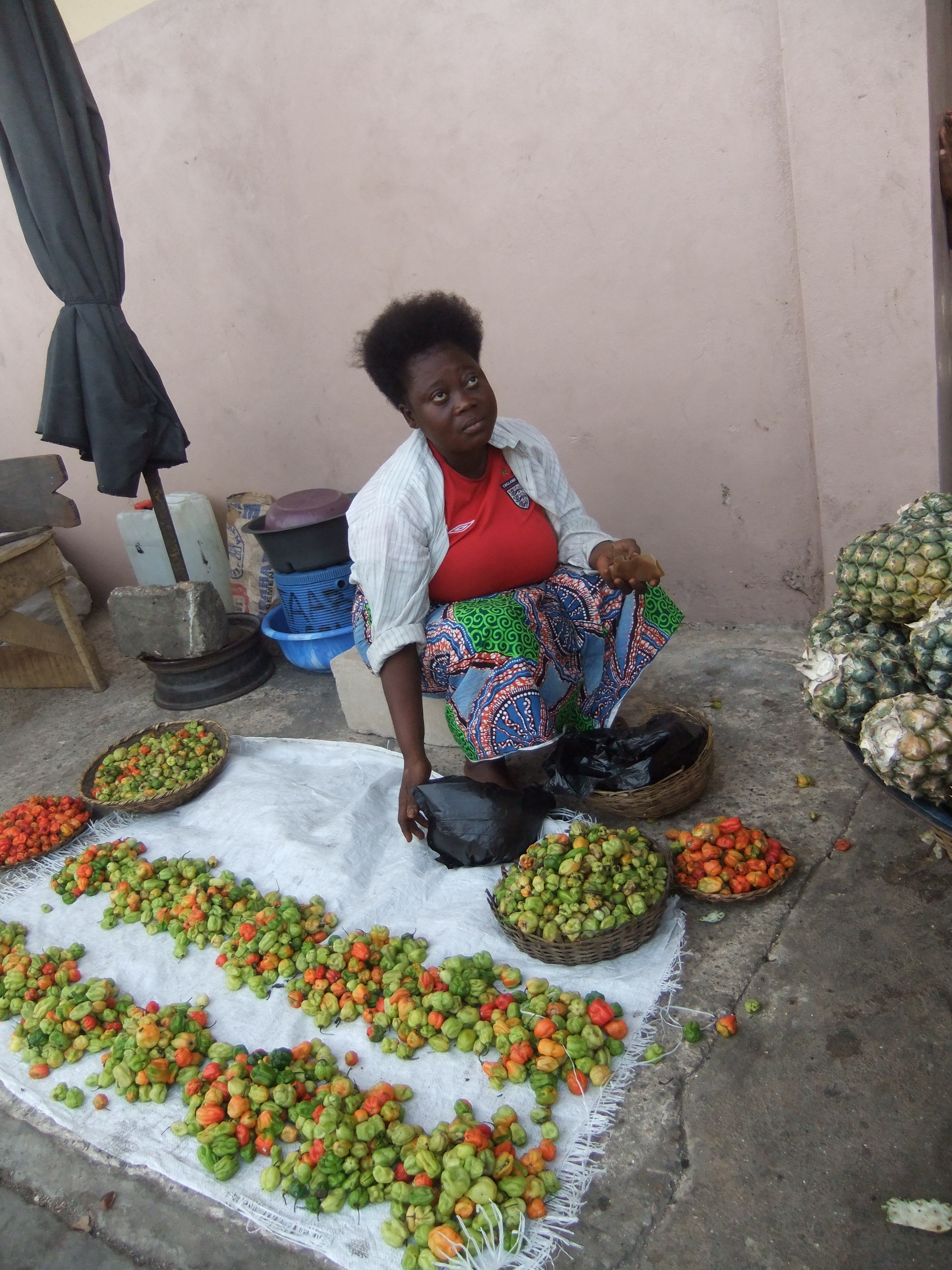
Торгівля спеціями
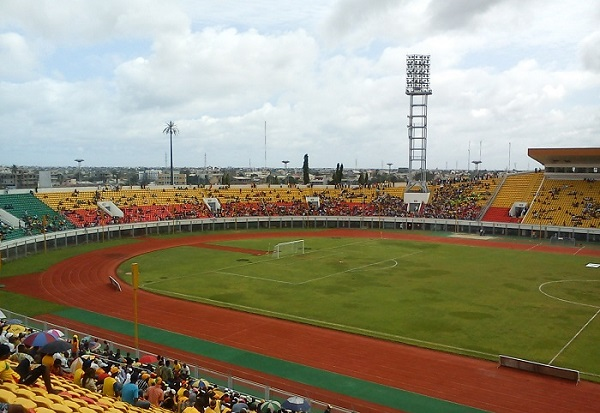
Стадіон
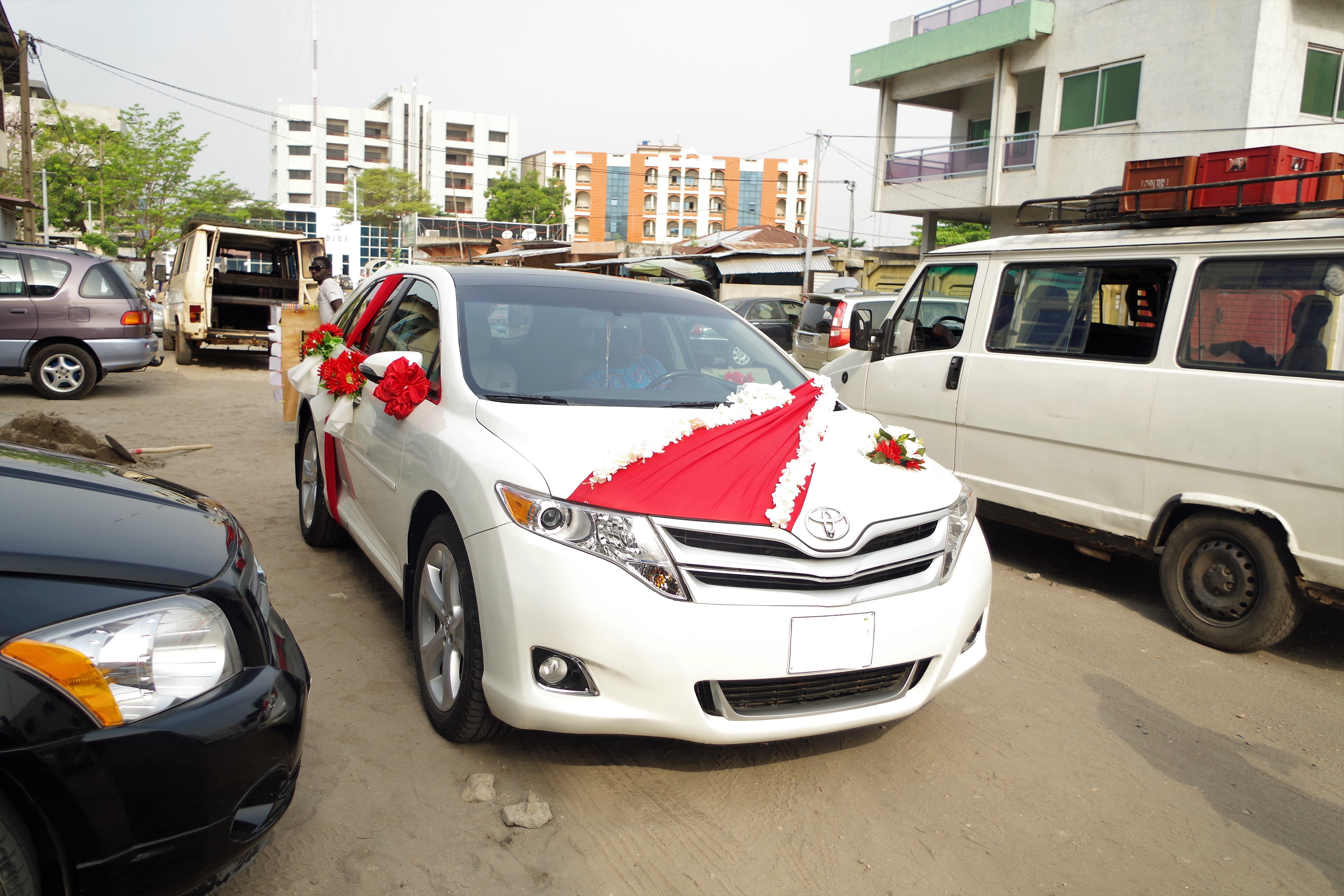
Весільне авто